# Frans Stoks
Francis Hubertus (Frans) Stoks (Culemborg, 19 augustus 1886 - Venlo, 16 oktober 1972) was een architect en stedenbouwkundige, werkzaam in Noord-Limburg. Hij begon zijn loopbaan als technische tekenaar. Zijn opdrachten waren voornamelijk kerken en scholen. Hierbij heeft hij veel samengewerkt met architect A.J. Rats.

## Privé
Hij was gehuwd met Carolina Haanen. Het gezin had twee dochters.

## Portfolio
Een selectie van gebouwen, waarbij hij betrokken was.
- 1926: uitbreiding Abdij Ulingsheide, Tegelen
- 1929: Sint-Rochuskerk, Steyl
- 1935: uitbreiding Sint-Jozefkerk, America
- 1937: Sint-Antoniuskerk, Lomm
- 1939: Heilige-Familiekerk, Venlo
- 1947-1948: restauratie OLV Onbevlekt Ontvangen, Venlo
- 1952: Sint-Josephkerk, Hout-Blerick
- 1955: Don Boscokerk, Venlo
- 1955: Sint-Dionysiuskerk, Heijen
- 1947-1955: Mariakerk, Koningslust